# Segle IV
El segle IV és el període que va des de l'any 301 fins al 400 i està marcat per l'auge del cristianisme a l'Imperi Romà que n'esdevé la religió oficial i així s'expandeix de forma molt més ràpida per Europa i el nord d'Àfrica. Mentre les estructures polítiques romanes pateixen els embats dels anomenats pobles bàrbars, la seva cultura amara aquests pobles.

## Política
La política del segle IV està fortament influïda per la figura de Constantí I el Gran, el qual va retornar part de l'esplendor perduda a l'Imperi Romà després de la crisi del segle iii, amb diverses victòries sobre els pobles germànics. Les invasions bàrbares continuen, però, amb l'aparició de nous pobles, com els visigots, que envaïxen la península Ibèrica. Les guerres gòtiques desgasten el govern, fet que provoca una nova guerra civil. Posteriorment, l'emperador Teodosi oficialitza la divisió territorial i política en dues grans parts: l'Imperi Romà d'Occident, amb capital a Roma, i l'oriental, amb seu a la nova ciutat de Constantinoble.
A l'Àsia, continuen els Tres regnes de Corea al sud-est i el període Yamato al Japó, dues zones que funcionen com a potències regionals. En canvi, la Xina viu un període de crisi, amb els anomenats Setze Regnes, que fragmenten en estats semifeudals l'extens territori xinès, amb contínues revoltes internes i guerres frontereres.
Es dona l'inici del període clàssic de la civilització maia a Amèrica. D'altra banda, els khoikhoi dominen àmplies zones del sud-oest del continent africà, mentre a Gana floreix el regne d'Ouagadou.

## Economia i societat
Els terratinents romans de les diferents províncies tenen poder senatorial, si bé aquesta institució va perdent rellevància. Aquests amos fixen el preu dels productes que surten de les seves terres i anticipen les pràctiques feudals. Constantí emprèn diverses reformes econòmiques, entre elles l'encunyació del sòlid bizantí, una nova moneda que donarà estabilitat als intercanvis dins l'imperi. Les legions romanes, en contínues guerres per protegir les fronteres, esdevenen un dels principals clients dels productes agrícoles, competint amb les grans ciutats; per exemple destaca l'auge del conreu del blat anglès per proveir els soldats que combatien contra els pobles germànics al centre d'Europa.

## Invents i descobriments
Com indica l'obra De rebus bellicis, en aquesta època s'introdueix el vaixell de paletes. També daten d'aquest temps algunes de les referències a institucions hospitalàries més antigues. Es perfecciona l'àbac romà, que ajuda a fer els càlculs comptables.

## Art, cultura i pensament
Després de dècades de persecucions, el cristianisme és primer acceptat i després elevat a religió oficial pels romans. Aquest fet accelera els corrents unificadors, que es plasmen als concilis on s'aprova la doctrina catòlica. El més rellevant és sens dubte el
Primer Concili de Nicea, celebrat l'any 325, on es redacta el Credo de Nicea que resumeix els principis bàsics de la fe cristiana. Jeroni d'Estridó tradueix la Bíblia al llatí, en la versió coneguda com la Vulgata, usant com a base per primer cop el text hebreu. Aquesta versió esdevingué l'oficial de l'església i conegué diverses traduccions derivades, com la d'Úlfila per als pobles gots, que es van convertir gairebé massivament. Ambròs de Milà codifica el ritu antic de la missa, incloent alguns dels seus cants canònics. Augmenta el poder dels bisbats, com el Bisbat de Girona, mencionat per primer cop en aquestes dates, i s'inicia la construcció d'El Bovalar.
En filosofia continuen plenament vigent les idees neoplatòniques, com es veu amb les obres de Iàmblic de Calcis, però sovint es rellegeixen des d'una òptica cristiana, com passa amb l'obra d'Agustí d'Hipona, un dels pensadors més importants que codifica la divisió entre la ciutat terrenal i la divina, dibuixant una imagineria per al paradís després de la mort. Aquest dualisme l'aplica a l'antropologia i l'ontologia i influirà durant segles en el pensament medieval.
En literatura, Dècim Magne Ausoni continua la tradició poètica clàssica llatina. En la mateixa llengua però en un altre corrent ben diferent escriu Aureli Climent Prudenci, autor que inicia l'al·legoria com a gènere. En el camp de la no ficció cal fer esment de l'historiador Ammià Marcel·lí. Fora de l'òrbita romana, al segle IV té lloc l'inici de la compilació de la Guemarà jueva i probablement la del Kama Sutra, l'obra cimera sobre sexualitat.
Dins l'art romà s'edifiquen diversos monuments de renom: l'Arc de Constantí, el Mausoleu de Santa Costanza i l'antiga basílica de Sant Pere. Els xinesos continuen conreant el seu art clàssic, com la pintura de Gu Kaizhi o el model de cal·ligrafia establert pel Lantingji Xu.